# Joachim Ernst van Anhalt (1901-1947)

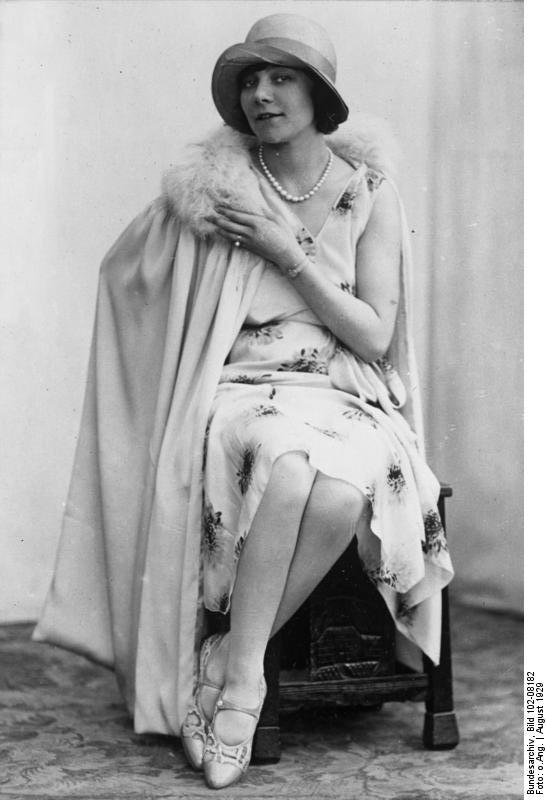
Elisabeth Strickroth, eerste echtgenote van hertog Joachim

Joachim Ernst Willem Karel Albrecht Leopold Frederik Maurits Erdmann hertog van Anhalt (Dessau, 11 januari 1901 - Buchenwald, 18 februari 1947) was van 13 september tot 12 november 1918 de laatste regerend hertog van Anhalt en daarmee de laatste heerser uit het huis der Ascaniërs.
Hij was de zoon van Eduard van Anhalt en Louise van Saksen-Altenburg, zuster van Ernst II van Saksen-Altenburg. Zijn vader besteeg de troon van Anhalt na de dood van hertog Frederik II op 21 april 1918, maar stierf reeds op 13 september. Joachim Ernst besteeg nu op 17-jarige leeftijd de troon, hoewel zijn oom Aribert vanwege zijn minderjarigheid het land bestuurde. Deze zag zich in de Novemberrevolutie op 12 november van datzelfde jaar genoodzaakt namens de jonge hertog troonsafstand te doen.
Hij huwde op 3 maart 1923 met Elisabeth Strickrodt (1903-1971), van wie hij in 1929 scheidde. Op 15 oktober 1929 hertrouwde hij met Editha Marwitz (1905-1986). Uit dit laatste huwelijk werden vijf kinderen geboren, onder wie het huidige familiehoofd Eduard (1941), die als adel-expert regelmatig in de Duitse media aan het woord komt.
Joachim Ernst raakte al snel in conflict met de nazi's en werd in 1934 onteigend. Hij werd in januari 1944 gearresteerd en afgevoerd naar het concentratiekamp Dachau, waar hij dwangarbeid moest verrichten. Na drie maanden werd hij vrijgelaten, maar in de herfst van 1945 werd hij door de Russen gearresteerd en naar het NKVD-Kamp Nr. 2 (het voormalige concentratiekamp Buchenwald) overgebracht. Daar stierf hij op 18 februari 1947 aan ziekte en uitputting. In de geschiedschrijving van de DDR heette het later dat hij als SS'er in een Amerikaans kamp was gestorven.